# Coona
Coona — вимерлий рід опосумів (Didelphimorphia). Викопні рештки знайдені на півдні Південної Америки.